# Амелия (роман)
«Амелия» (англ. Amelia) — роман английского писателя Генри Филдинга, впервые опубликованный в 1751 году. Считается одним из главных произведений этого автора.

## Сюжет
Действие романа происходит в основном в Лондоне в 1733 году. Заглавная героиня вопреки желанию матери выходит замуж за капитана Уильяма Бута, лихого армейского офицера. Супруги убегают в Лондон. Бут оказывается несправедливо заключён в тюрьму в Ньюгейте, потом его соблазняет мисс Мэтьюз. Тем временем Амелия попадает в дорожную аварию и ломает себе нос; Бут и после этого продолжает считать её идеалом красоты. Амелия сохраняет верность мужу в его отсутствие. Она прощает измену, но Уильям вскоре снова втягивает её в неприятности из-за карточных долгов. Он оказывается в долговой тюрьме, однако позже Амелия получает наследство и гасит долги и супруги начинают жить в согласии.
Многие сюжетные коллизии «Амелии» стали иллюстрациями к теоретическим выкладкам, заполняющим работы Филдинга на юридические и социальные темы: в те самые годы, когда создавался роман, писатель занимал должность главного мирового судьи Вестминстера и судьи Мидлсекса.

## Восприятие
Работа над «Амелией» началась в 1749 или 1750 году, а в декабре 1751 года роман увидел свет. Предыдущий роман Филдинга («История Тома Джонса, найдёныша») был очень популярен, и писатель рассчитывал, что и первый тираж «Амелии» быстро раскупят. Так и произошло, но публика осталась разочарована новой книгой: в ней не было того каскада забавных приключений, который обеспечил успех «Тому Джонсу». Критики по большей части тоже высказались об «Амелии» негативно (исключениями стали рецензенты из «Лондонского журнала» и «Ежемесячного обозрения»). Особенно суровы были писатели Тобайас Смоллет и Сэмюэл Ричардсон, у которых были личные счёты с Филдингом. В итоге второе издание не понадобилось. Филдинг, воспринявший критику крайне болезненно, заявил, что не будет больше писать романов, и сдержал слово.
Современные литературоведы констатируют, что в «Амелии» заметно усиление сентиментальных и религиозных настроений, что роман затянут, его сюжет довольно искусственен, слишком много места уделено бичеванию социальных пороков. Тем не менее роман относят к наиболее значительным произведениям Филдинга, а его влияние видят в творчестве ряда более поздних романистов.